# 麥斯·艾素
麥斯·昆勒·艾素（1991年2月28日—）為美國男子籃球運動員，場上位置為中鋒。
艾素生於美國上馬爾伯勒，在馬薩諸塞大學阿默斯特分校畢業後，被NBA發展聯盟愛荷華灰狼挑選加盟，在2016年加盟塞浦路斯甲組聯賽球隊ETHA恩戈米斯，在10場賽事中場均得到18.8分，還在該賽季榮膺聯賽的優秀獎和入選全明星賽，其後他加盟以色列聯賽球隊AS拉馬特沙龍，並在13場賽事中場均得到20.6分，成為球隊的第5高得分球員，直到2018年1月以外援身份加盟東南亞職業籃球聯賽球隊西貢熱火，可是最終西貢熱火在季後賽8強不敵菲律賓火焰出局。2018-19賽季轉戰印尼CLS騎士助隊打出15勝11敗，率隊一路闖進總冠軍賽，最終騎士以3比2擊敗新加坡騰飛之獅奪下金盃，艾素也榮獲總冠軍MVP。
2019年12月，艾素加盟臺北富邦勇士。2020年3月，富邦勇士宣布艾素離隊。2021年2月，艾素加入禾巴卡馬卡。2021年5月，艾素加入布卡拉曼加布卡羅斯。2021年8月，東聖多明哥太陽引進艾素。2021年11月，艾素與吉達伊蒂哈德簽約。2022年5月，弗雷澤河谷強盜簽下艾素。2023年1月，B3聯賽埼玉野馬宣布艾素加盟事宜。2023年6月，埼玉野馬宣布與艾素完成續約。2024年6月，艾素加盟BUAP銀狼。

## 外部連結
- 麥斯·艾素在fiba.basketball（英语）
- 麥斯·艾素在Sports-Reference.com（NCAA）（英语）
- 麥斯·艾素在Eurobasket.com（球員）（英语）
- 麥斯·艾素在Proballers（英语）
- 麥斯·艾素在RealGM（英语）
- 麥斯·艾素在Flashscore（英语）